# Hayama Go
Go Hayama (端山 豪 Hayama Gō, sinh ngày 9 tháng 4 năm 1993) là một cầu thủ bóng đá người Nhật Bản thi đấu cho Albirex Niigata, ở vị trí tiền vệ.

## Sự nghiệp
Được phát triển ở Đại học Keio, anh tích lũy kinh nghiệm cùng với Tokyo Verdy ở J2 mùa bóng 2013. Được Albirex Niigata sở hữu, anh có mặt trong đội một của câu lạc bộ năm 2016.

## Thống kê sự nghiệp câu lạc bộ
Cập nhật đến ngày 23 tháng 2 năm 2018.
| Câu lạc bộ      | Mùa giải | Giải vô địch | Giải vô địch | Cúp Hoàng đế Nhật Bản | Cúp Hoàng đế Nhật Bản | J. League Cup | J. League Cup | Tổng    | Tổng      |
| Câu lạc bộ      | Mùa giải | Số trận      | Bàn thắng    | Số trận               | Bàn thắng             | Số trận       | Bàn thắng     | Số trận | Bàn thắng |
| --------------- | -------- | ------------ | ------------ | --------------------- | --------------------- | ------------- | ------------- | ------- | --------- |
| Tokyo Verdy     | 2013     | 7            | 0            | –                     | –                     | –             | –             | 7       | 0         |
| Albirex Niigata | 2015     | 8            | 1            | –                     | –                     | 3             | 0             | 11      | 1         |
| Albirex Niigata | 2016     | 9            | 1            | 2                     | 0                     | 3             | 0             | 14      | 1         |
| Albirex Niigata | 2017     | 5            | 0            | 2                     | 0                     | 6             | 0             | 13      | 0         |
| Tổng            | Tổng     | 29           | 2            | 4                     | 0                     | 12            | 0             | 45      | 2         |